# موزه میراث روستایی گیلان
موزه میراث روستایی گیلان موزه‌ای در پارک جنگلی سروان رشت در استان گیلان است. این موزه در زمینی به مساحت حدود ۲۶۳ هکتار در پارک جنگلی سراوان، واقع در کیلومتر ۱۸ بزرگراه خلیج فارس (جاده رشت-تهران) ساخته شده‌است.

## تاریخچه
اندیشه ایجاد موزه میراث روستایی گیلان برای نخستین بار پس از زمین لرزه ۱۳۶۹ گیلان – زنجان از سوی دکتر محمود طالقانی استاد دانشگاه تهران و مدرسه عالی زبان‌ها و تمدن‌های شرق پاریس مطرح شد.
مطالعات اولیه برای احداث این اکو موزه از سال ۱۳۸۱ با همکاری اداره کل میراث فرهنگی، صنایع دستی و گردشگری استان گیلان، استانداری گیلان، دانشگاه تهران، اکو موزه آلزاس فرانسه و زیر نظر سازمان یونسکو آغاز شد. در اردیبهشت ۱۳۸۴ اولین کارگاه این طرح (حوزه فرهنگی و معماری جلگه شرق سپیدرود) راه‌اندازی شد که مجری این طرح آقای دکتر طالقانی و سازنده آن خانم مهندس پویا میریوسفی بوده‌اند و فاز نخست آن در ۲۵ اردیبهشت ماه ۱۳۸۵ افتتاح و آماده بهره‌برداری شد.
موزه میراث روستایی گیلان، تنها اکو موزه ایران (موزه فضای باز) است که در زمینی به مساحت ۲۶۳ هکتار در پارک جنگلی ۱۴۸۰ هکتاری سراوان احداث شده‌است. در این موزه، الگوی چندین نوع معماری بناهای مسکونی گیلان شامل جلگه غرب و شرق گیلان، کوهستانی، کوهپایه و ساحلی را می‌توان مشاهده کرد. در این موزه، خانه‌های مسکونی روستایی به همان شکل از محل اولیه خود واچینی و دوباره چینی شده‌است. موزه میراث روستایی گیلان که در نوع خود در منطقه غرب آسیا و منطقه آسیای مرکزی منحصر به فرد بوده، روایت کننده زندگی واقعی فرهنگ و سنت مردم استان گیلان است. این موزه از جمله پربازدیدترین موزه‌های کشور به‌شمار
می‌آید.
بخش معماری این موزه، مجموعه‌ای است که قدمت بناهای آن به‌طور متوسط به ۱۵۰ سال می‌رسد و هدف موزهٔ میراث روستایی گیلان، تنها انتقال بناهای روستایی نیست، بلکه حفظ فرهنگ بومی، فن ساخت و دانش نانوشته‌ای است که در روستاهای گیلان وجود داشته‌است. در این مجموعه، علاوه بر معماری روستایی مناطق مختلف استان، سایر عناصر فرهنگی مربوط به ابزارهای زندگی و کار، خوراک، پوشاک و … هم به نمایش درآمده است و در طراحی سایت، محل‌های جداگانه برای رستوران‌ها، چای‌خانه‌ها، بازارها، مساجد، مزارع و باغ‌های چای، شالیزار، کارگاه‌های آموزش و تولید صنایع‌دستی، نظیر گمج‌سازی و سفالگری، مرواربافی، رشتی‌دوزی و …، محوطهٔ بازی‌ها و نمایش‌های سنتی برای برگزاری کشتی گیله‌مردی، ورزاجنگ، لافندبازی و …، مراکز تحقیقات کشاورزی و دامپروری، پژوهشگاه معماری و مردم‌شناسی، پارک کودک، باغ‌های پرورش گیاهان دارویی و درختان بومی، اردوگاه تفریحی، معماری چوب ملل و دو مجموعهٔ مهمان‌پذیر با الهام از معماری روستایی به ظرفیت ۱۵۰ واحد ۳ تا ۵ نفره، در نظر گرفته شده‌است.این موزه در بیست و یکمین دوره جشنواره خوارزمی در بهمن ۱۳۸۶ موفق به کسب رتبه دوم شد. موزه میراث روستایی گیلان در حالی به عنوان دومین طرح برگزیده انتخاب شد که ۵۴۰ طرح داخلی، ۵۴ طرح بین‌المللی و ۱۹ طرح از ایرانیان مقیم خارج در این جشنواره شرکت داشتند.

## آثار ملی ایران
موزه روستایی مربوط به دوره معاصر است و در شهرستان رشت، بخش سنگر، روستای سراوان، پارک جنگلی سراوان واقع شده و این اثر در تاریخ ۲۰ اردیبهشت ۱۳۸۶ با شمارهٔ ثبت ۱۹۰۹۳ به‌عنوان یکی از آثار ملی ایران به ثبت رسیده‌است.

## نگارخانه موزه میراث روستایی رشت

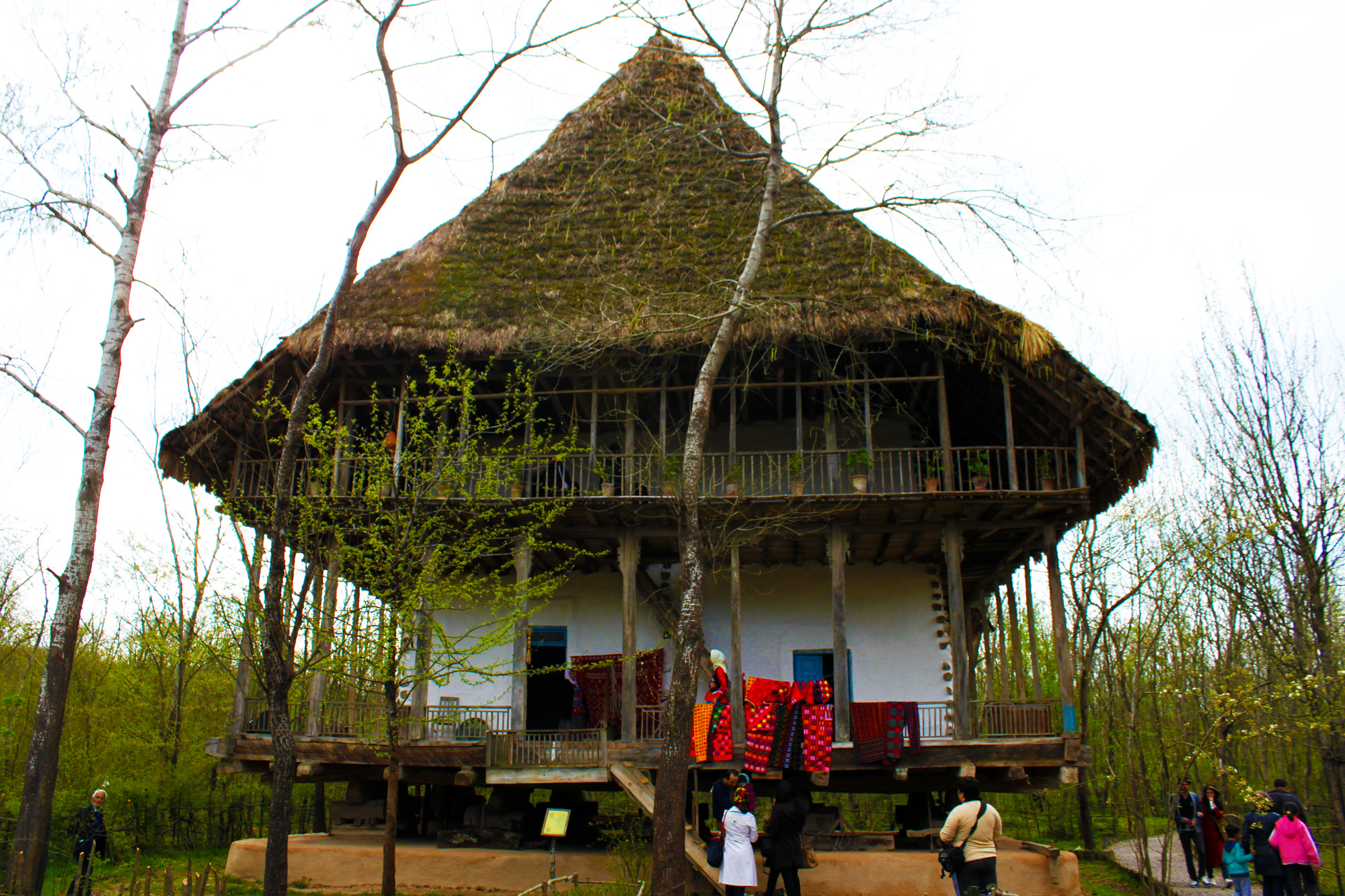
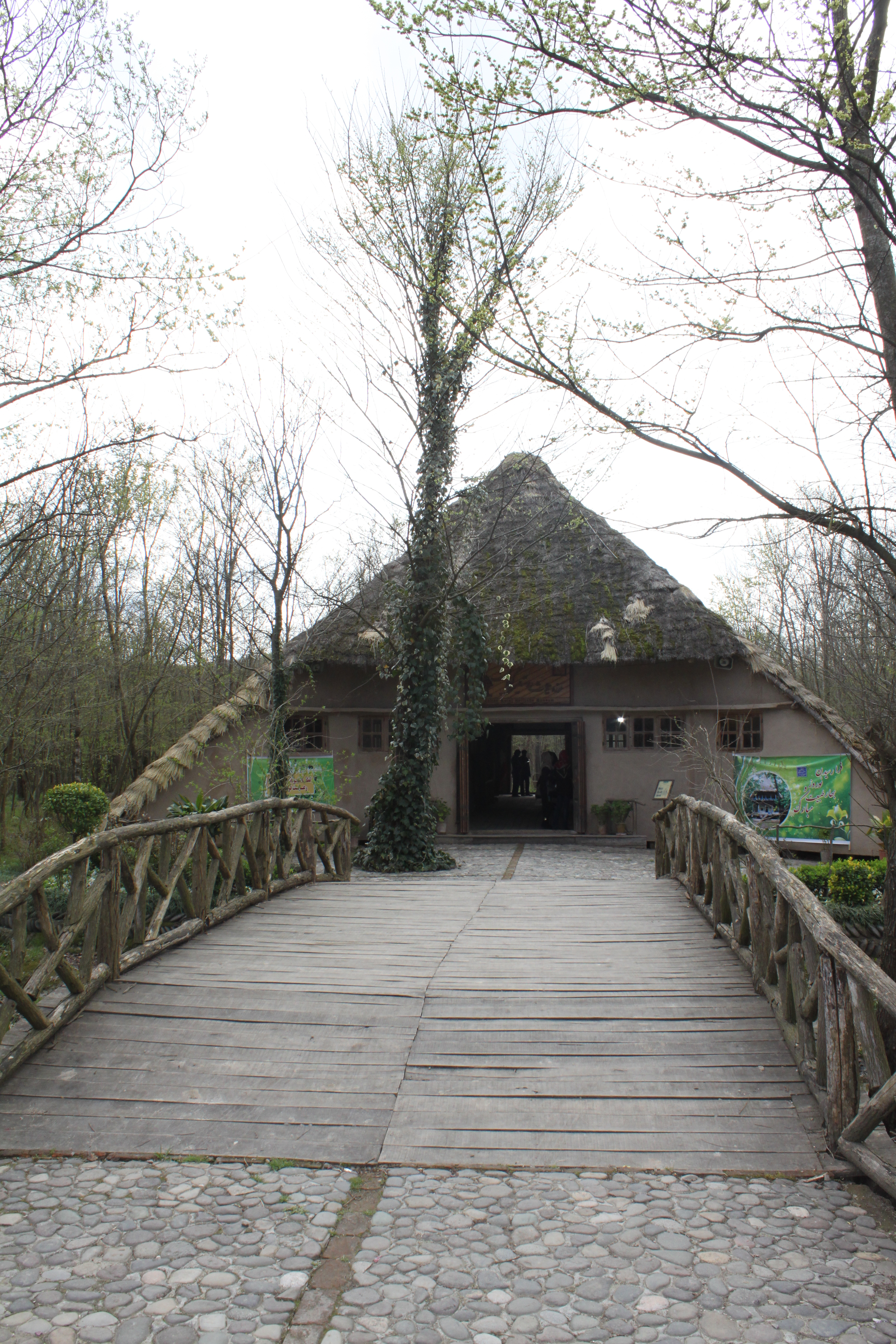
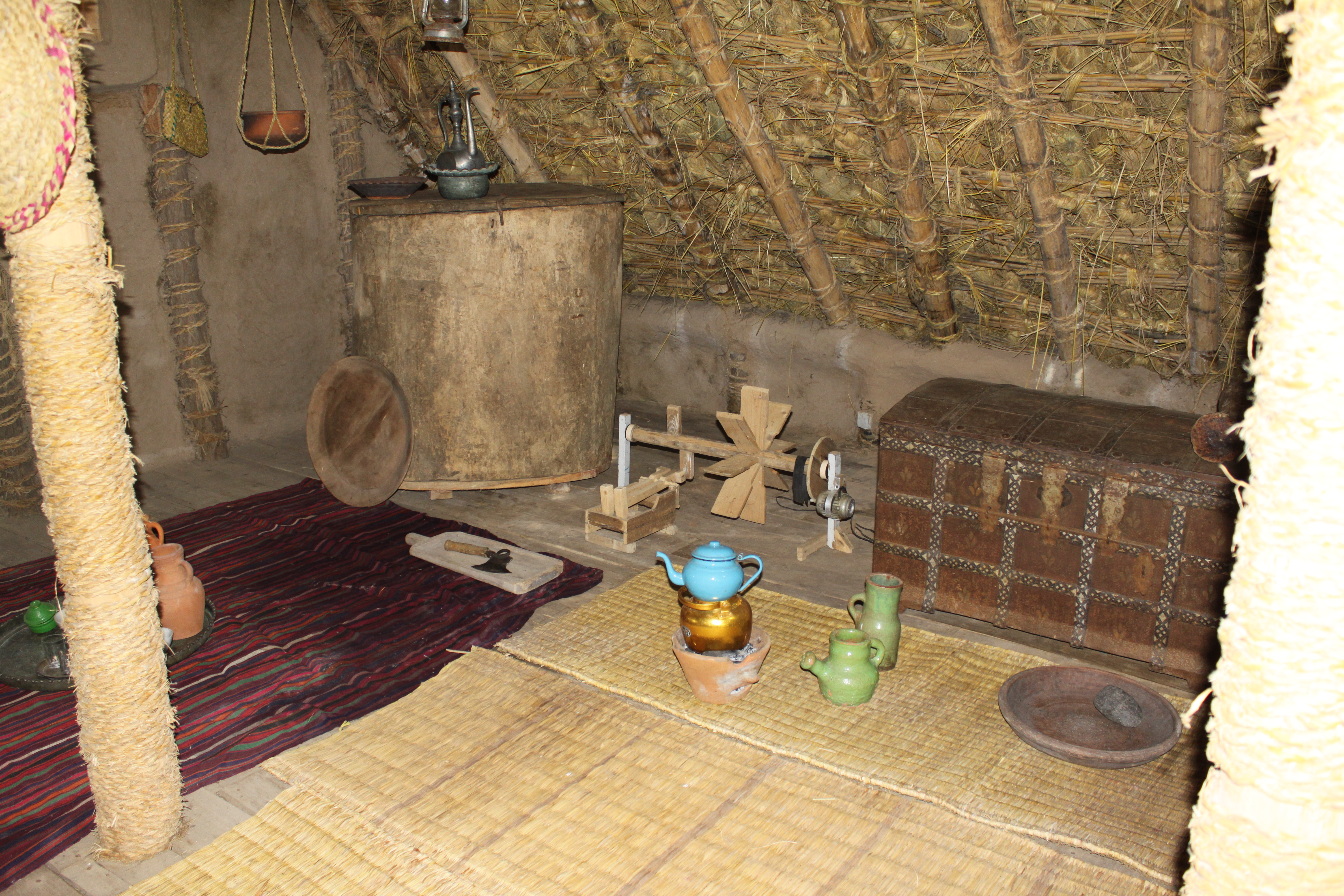
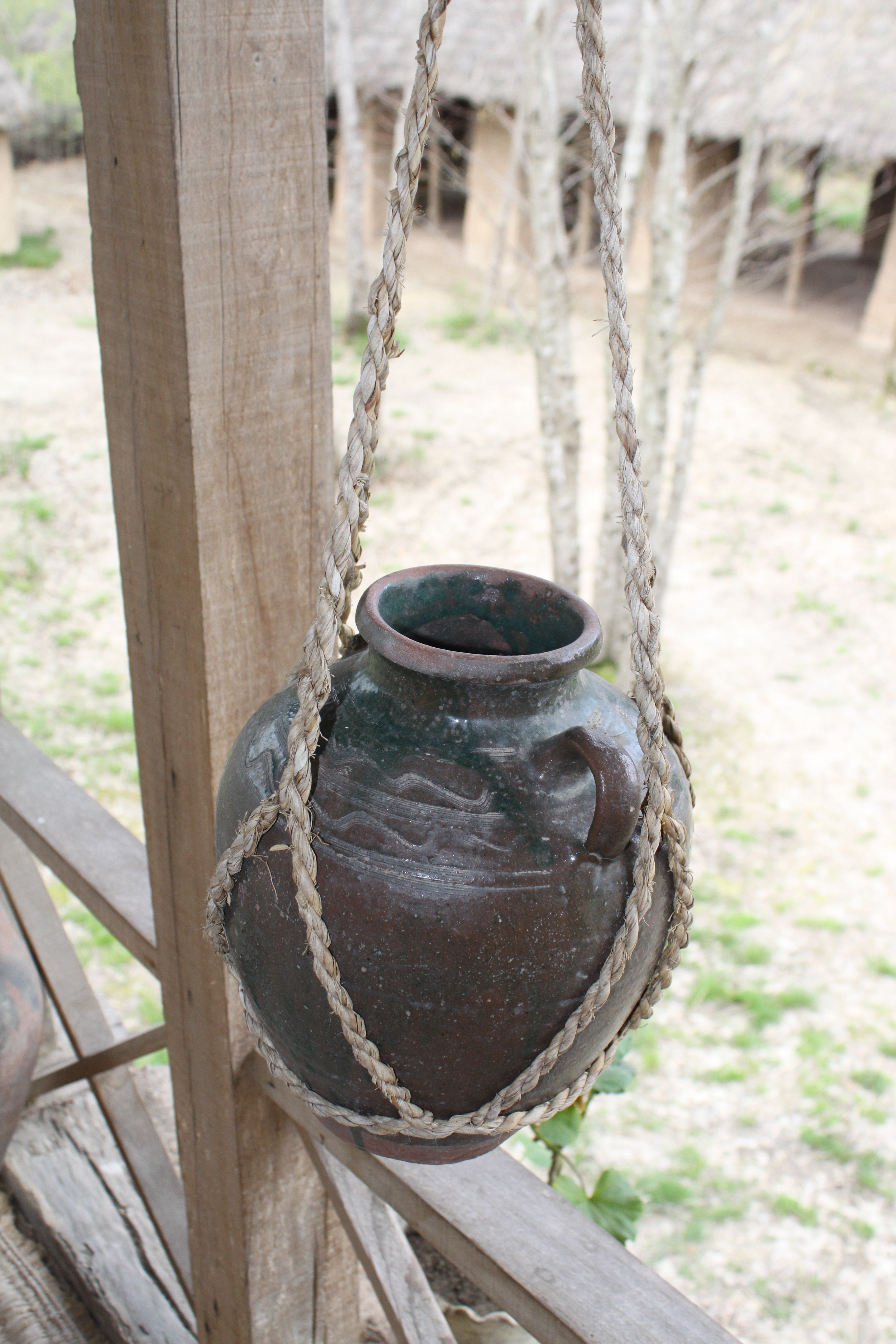
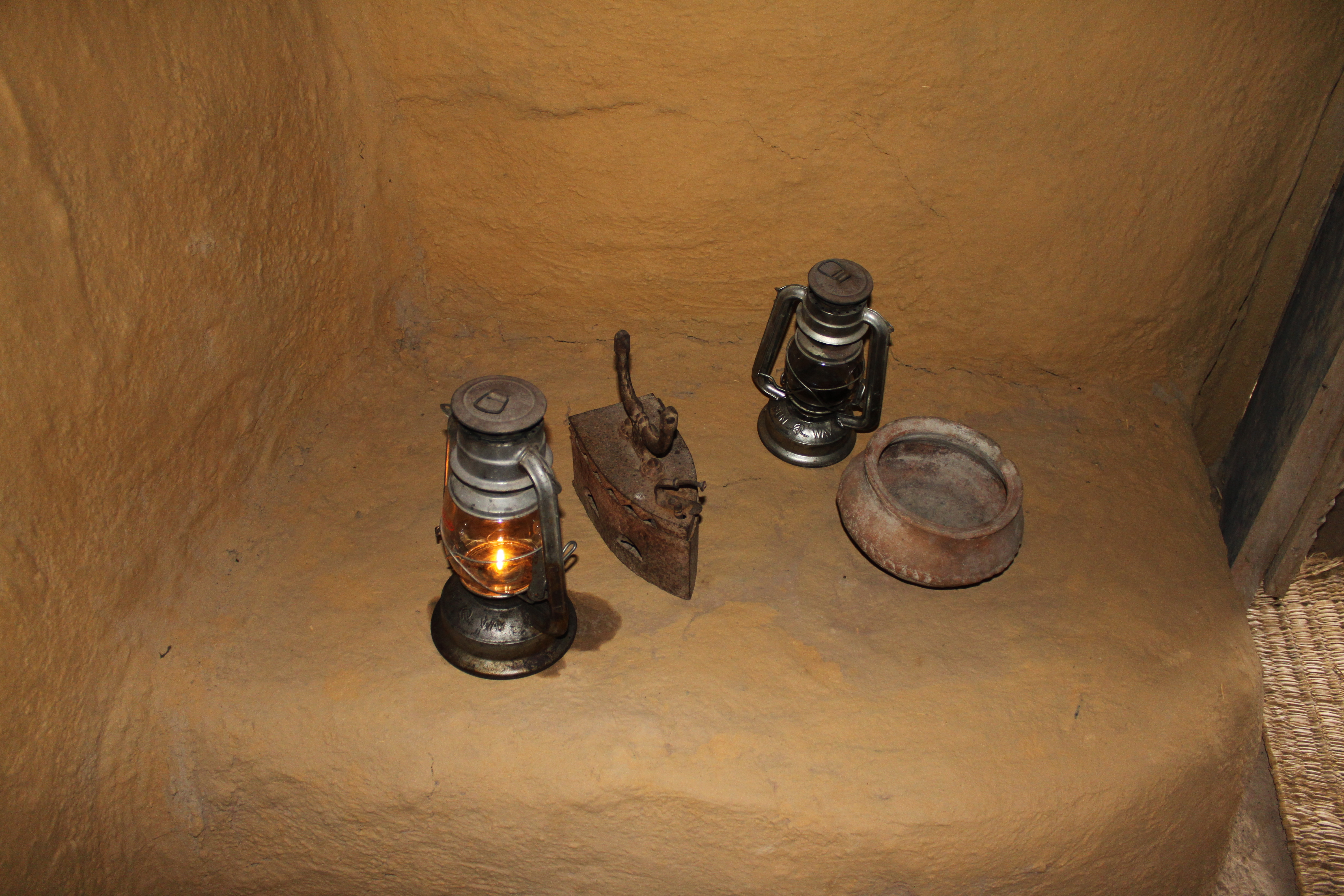
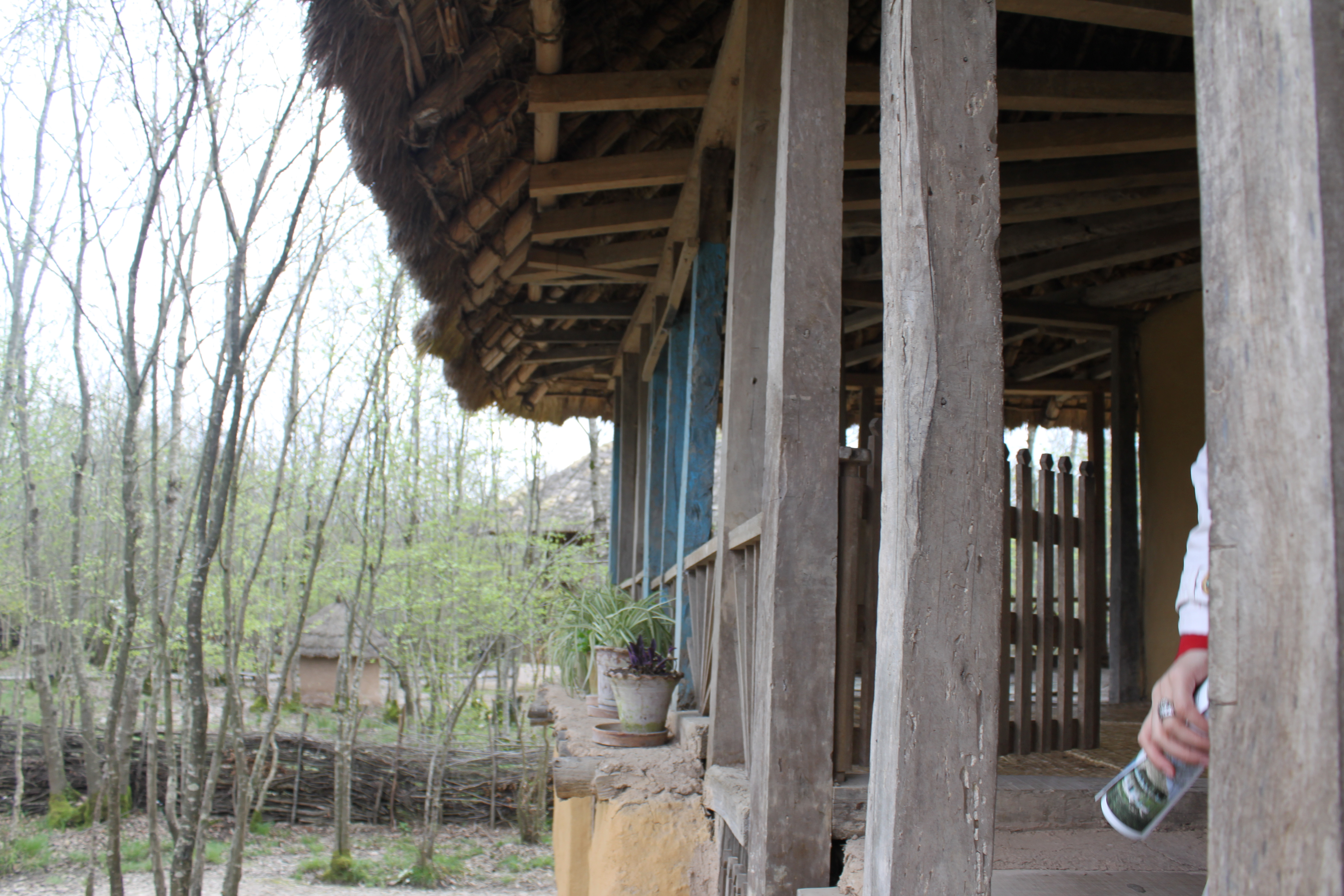
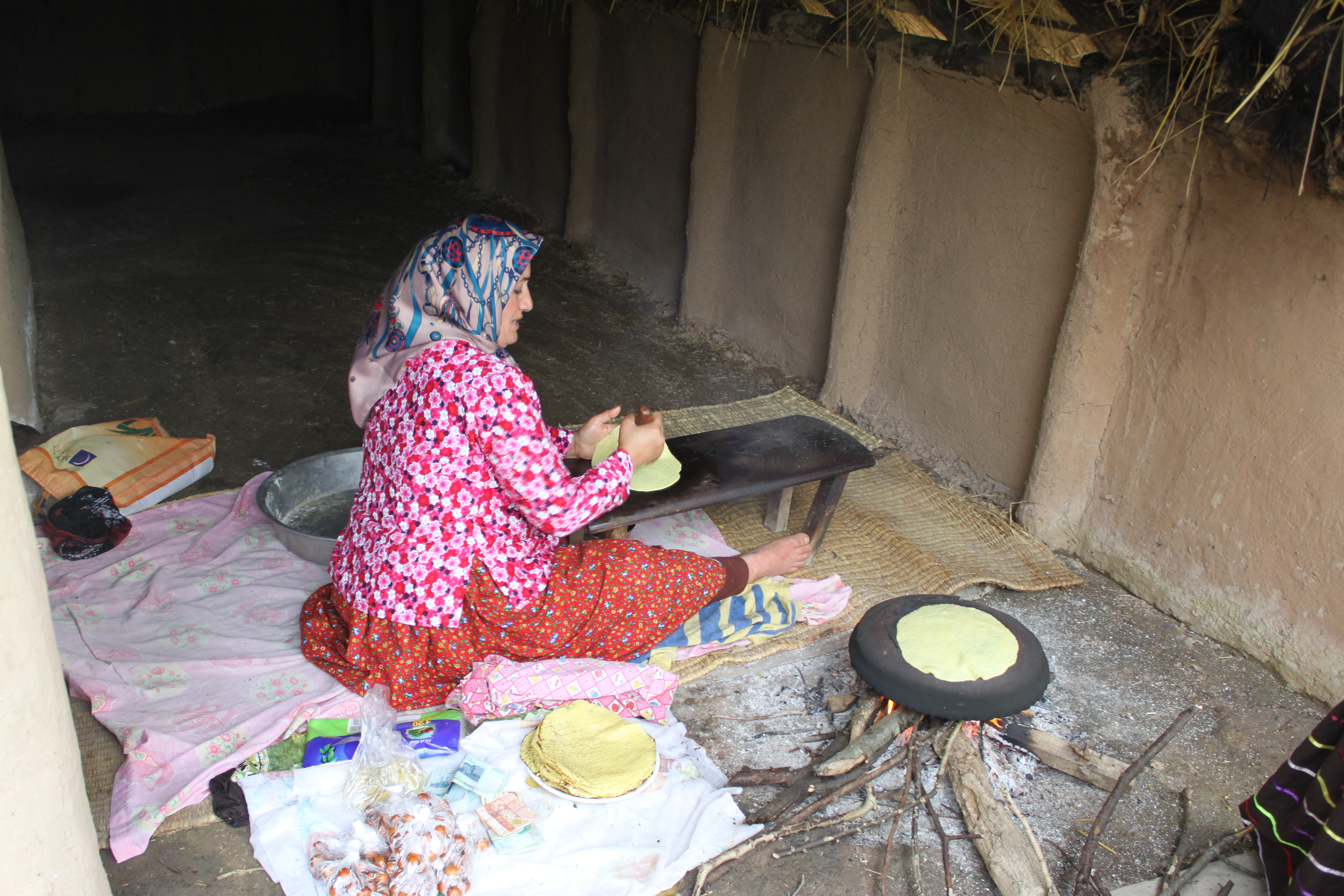
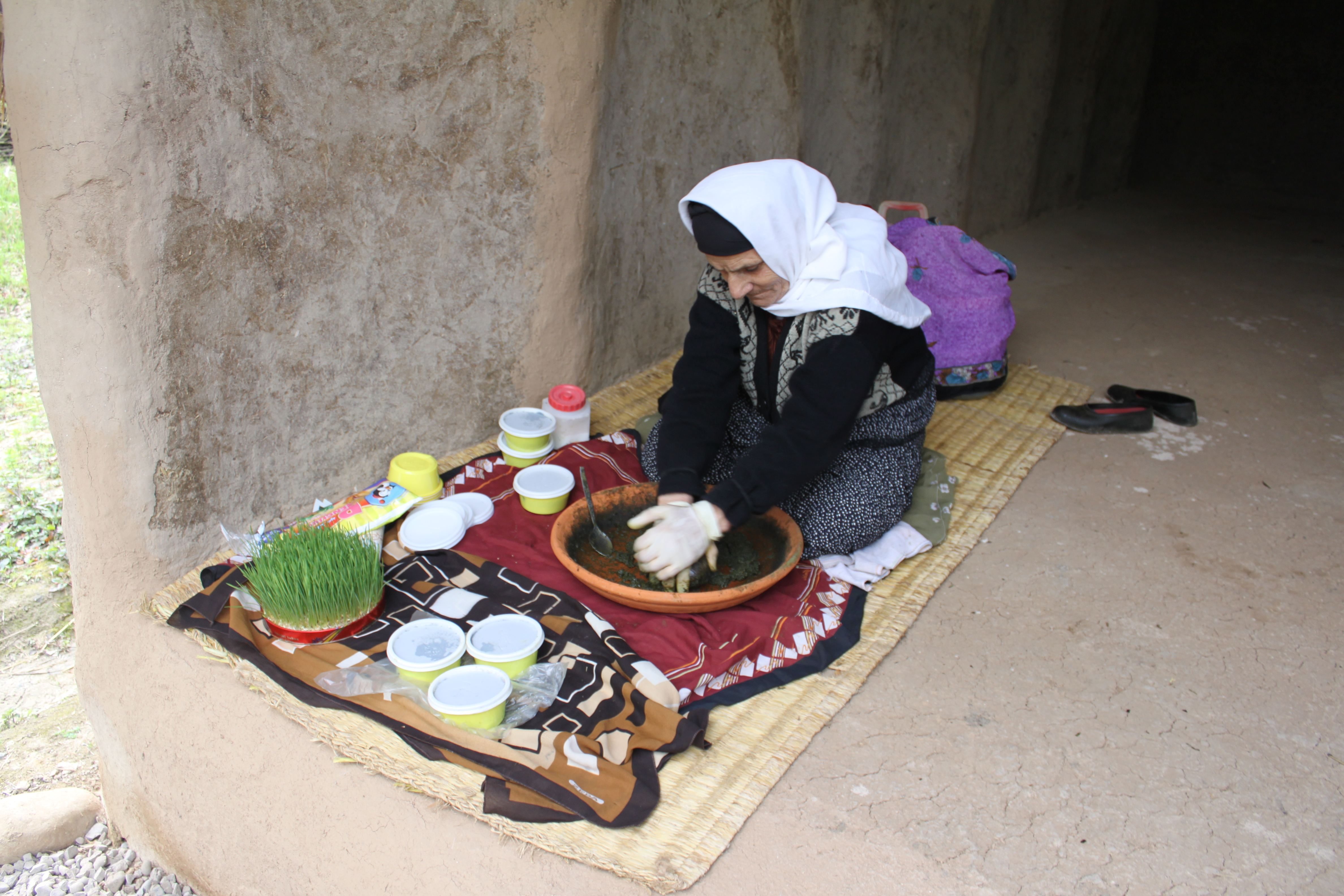
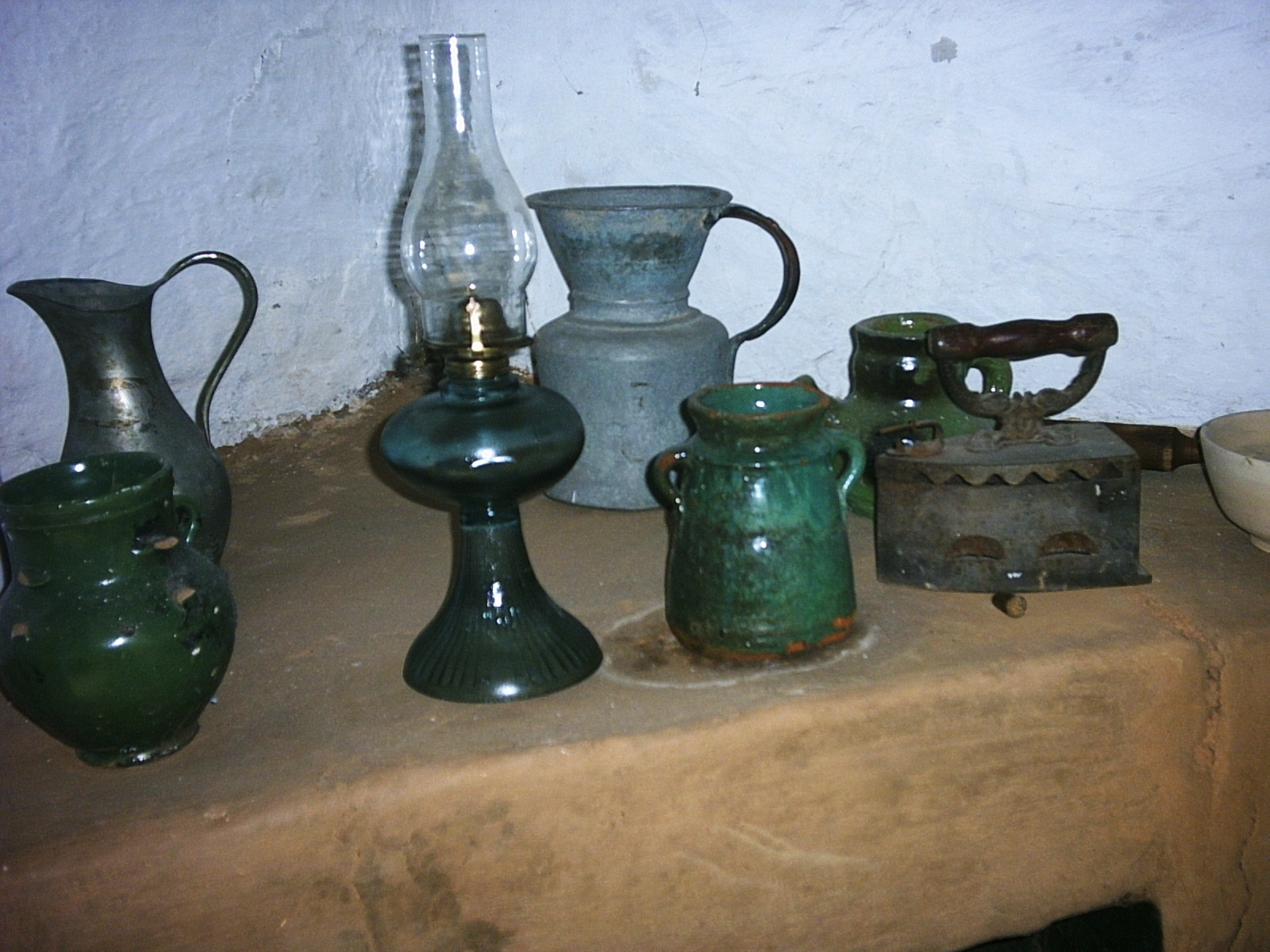